# Rituel des mystères d'Osiris au mois de Khoiak
Article principal: Mystères d'Osiris
Le Rituel des mystères d'Osiris au mois de Khoiak est une compilation de sept livres qui expose les principales opérations rituelles exécutées durant les journées de Khoiak en commémoration du martyre d'Osiris, tué et démembré par Seth. Il en ressort que la confection de figurines à l'image du dieu assassiné puis leur inhumation étaient au cœur de célébrations annuelles du mythe osirien sur le modèle des faits et gestes d'Isis, la veuve éplorée. La plus large part des cérémoniels se déroulait au sein des temples à l'abri des yeux profanes (d'où la dénomination de mystères). Seuls les murs des six chapelles osiriennes du temple de Dendérah conservent le souvenir de la majeure partie de ces opérations magico-religieuses. 

## Osiréionde Dendérah
Les actions et rites exécutés lors des Mystères d'Osiris sont relativement bien renseignés grâce à un ensemble unique de textes hiéroglyphiques connu sous le titre moderne de Rituel des mystères d'Osiris au mois de Khoiak. Ces inscriptions figurent au sein du temple de Dendérah, un haut-lieu cultuel de la Haute-Égypte dédié à la déesse Hathor. Le texte fut gravé sous l'occupation romaine de l'Égypte mais sa composition est surement bien antérieure à cette époque. La première partie du texte est rédigée en égyptien classique, un état de la langue qui remonte au Moyen Empire. La seconde partie montre toutefois l'emploi de formes démotiques contemporaines à la gravure. Les colonnes de hiéroglyphes sont visibles sur les parois de l’Osiréion, situé sur le toit-terrasse de l'édifice hathorien. Véritable temple sur le temple, l’Osiréion est intégralement dédié à la renaissance d'Osiris et se présente sous la forme d'un complexe de six chapelles organisées en deux enfilades de trois salles. L’Osiréion ne tire cependant pas sa renommée contemporaine du Rituel des mystères gravé sur les parois de la première chapelle orientale (une cour à ciel ouvert) mais du célèbre Zodiaque de Dendérah exposé au Musée du Louvre à Paris depuis 1822.

## Recueil desMystères

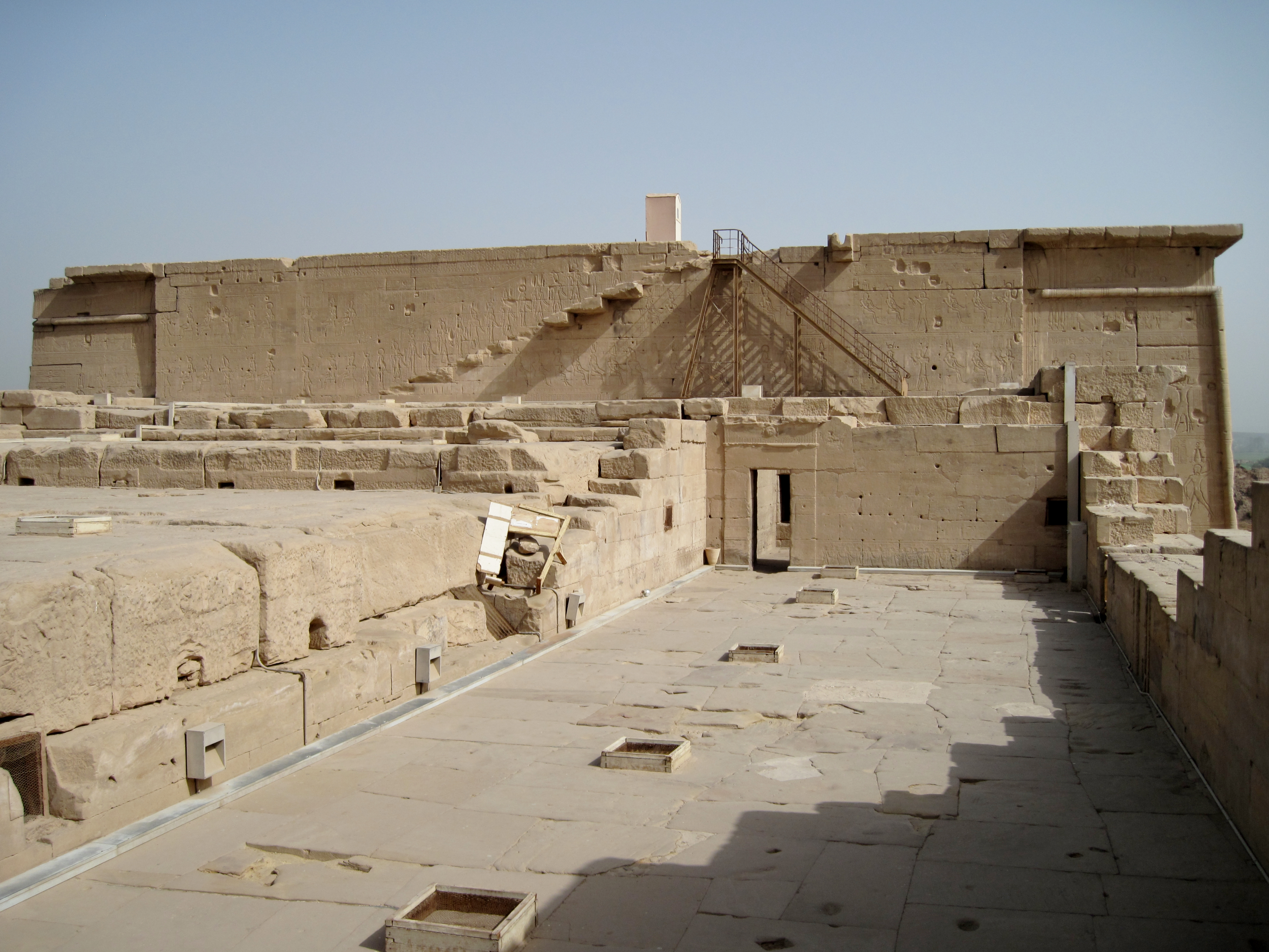
Vue sur la terrasse du temple de Dendérah où se trouvent les chapelles consacrées aux rites osiriens.

Le Rituel des mystères d'Osiris se présente comme un recueil constitué de sept livres différents, chaque livre ayant son propre titre. Si leur sujet est commun, les fêtes d'Osiris au mois de Khoiak, leur contenu manque toutefois d'unité et de cohérence. Le rituel n'est pas présenté de manière logique et ses propos sont rédigés sans ligne directrice. Tout en étant varié, le recueil se montre confus, répétitif et contradictoire sur certains points importants tels la liste des villes pratiquant les rites ou la manière de confectionner les figurines sacrées d'Osiris-Sokar. Il est probable que ces sept livres ont été recopiés depuis des textes sur papyrus, d'origines diverses, entreposés dans la riche bibliothèque du temple. Il est alors probable qu'ils aient été rassemblés, d'une manière arbitraire, dans un but décoratif, afin d'orner les parois du sanctuaire. En certains endroits, le texte est tronqué par manque de place. Le début du premier livre est ainsi absent et le septième livre, fortement résumé, est fragmentaire, désordonné et obscur. Malgré ces défauts d'importance auxquels s'ajoutent des erreurs manifestes de copie, il semble que ces sept textes aient été rassemblés afin d'exposer, d'une manière globale et succincte, le processus rituel du mois de Khoiak.

## Traductions

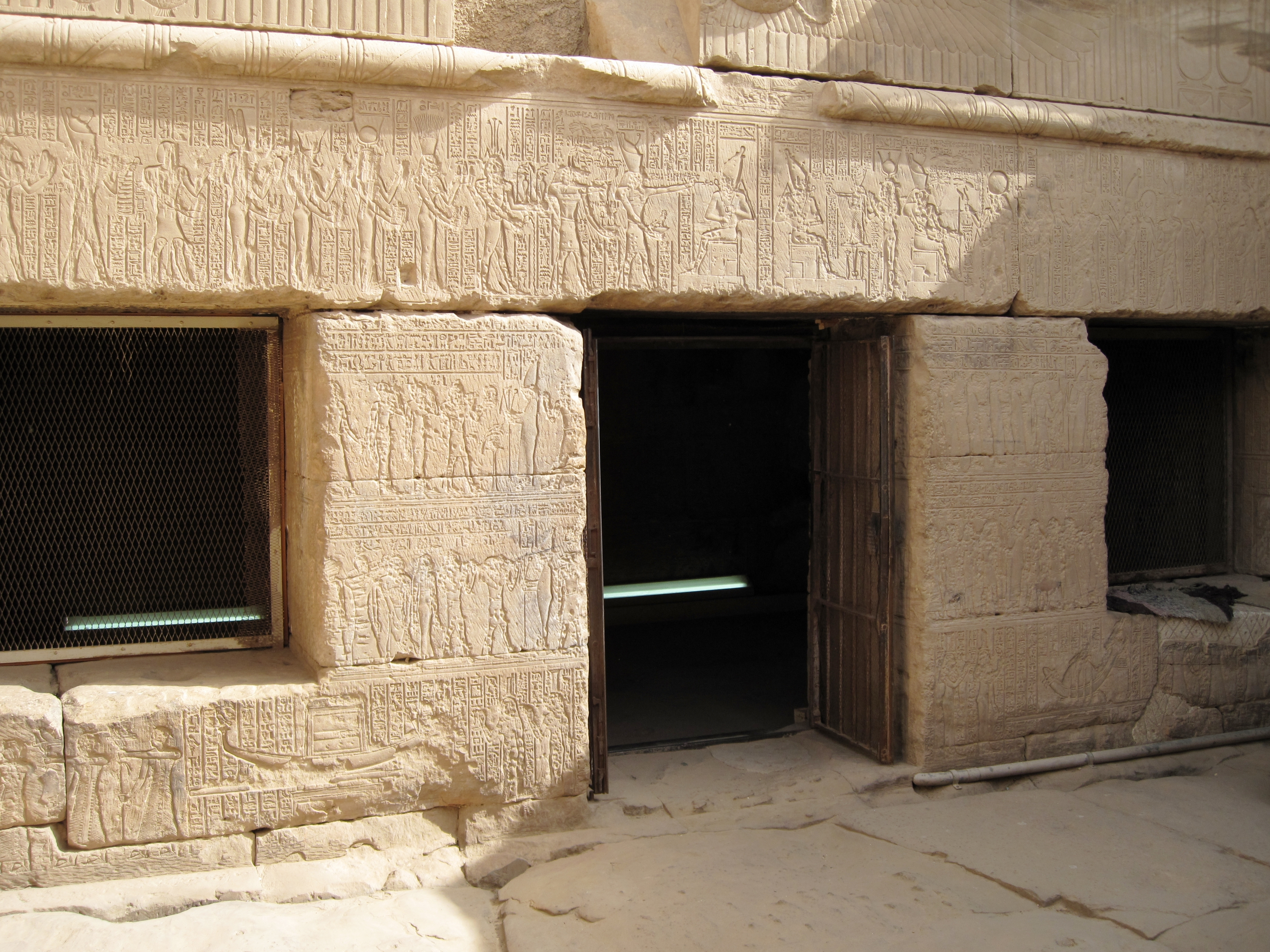
Vue sur l'entrée d'une chapelle osirienne de Dendérah.

Le texte du Rituel des mystères d'Osiris a été étudié dès la mise en place de la science égyptologique dans le dernier quart du XIXe siècle. L'inscription, longue de 159 colonnes de petits signes hiéroglyphiques, a été partiellement relevée et publiée par le Prussien Heinrich Karl Brugsch (1827-1894). Par la suite, le texte a été successivement publié en entier par le Prussien Johannes Dümichen (1833-1894) et le Français Auguste Mariette (1821-1881). En 1881, Heinrich Brugsh traduit et commente le texte en langue allemande sous le titre Das Osiris-Mysterium von Tentyra. Un an plus tard, en 1882, la première traduction d'envergure en langue française est livrée par Victor Loret (1859-1946) sous le titre Les fêtes d'Osiris au mois de Khoiak.
Malgré leurs qualités, ces deux traductions ne sont pas dénuées d'inexactitudes et de contresens. Ce fait est remarqué par le Français Émile Chassinat (1868-1948) lors de la rédaction, entre 1940 et 1948, de son imposant ouvrage Le Mystère d'Osiris au mois de Khoiak. Interrompue par la maladie et la mort de son auteur, cette magistrale étude forte de 834 pages est publiée à titre posthume, en deux volumes, en 1966 et 1968. En ce début du XXIe siècle, cette traduction commentée, d'une grande érudition, est encore considérée dans le milieu égyptologique comme un ouvrage de référence incontournable.
Les sept livres du recueil de Dendérah s'intègrent toutefois dans un ensemble plus vaste constitué par les textes des parois des six chapelles de l’Osiréion. D'une lecture difficile (petitesse des signes et encrassement), l'ensemble de ces inscriptions est publié, traduit et commenté en 1997 par la Française Sylvie Cauville dans l'ouvrage Les chapelles osiriennes de Dendara (cinq tomes).

## Résumé
Le Livre Premier énumère treize villes où se tenaient les Mystères. Il expose pour chaque localité les modalités de fabrication de deux figurines sacrées confectionnées en orge et en sable ; l'une représente le dieu Osiris en entier, le Khentymentiou (ou Khenti Amentit), et l'autre, partiellement, sous la forme d'un Lambeau divin, le dieu Osiris ayant été démembré par Seth. Le début n'a pas été gravé, il manque ainsi le titre et trois villes, probablement Bousiris, Abydos et Memphis, le texte complet devant mentionner un total de seize villes.
Le Livre II décrit la cuve-jardin en schiste où se pratiquait l'élaboration des figurines du Khentymentiou et du Lambeau divin élaborées chacune à partir de deux moules en or contenant du sable humide où germaient des grains d'orge à partir du 12 Khoiak. Le texte a pour titre Connaître les mystères du travail de la cuve-jardin du Khentymentiou dans la Maison de Chentayt et expose succinctement comment ces figurines sont confectionnées dans seize villes.

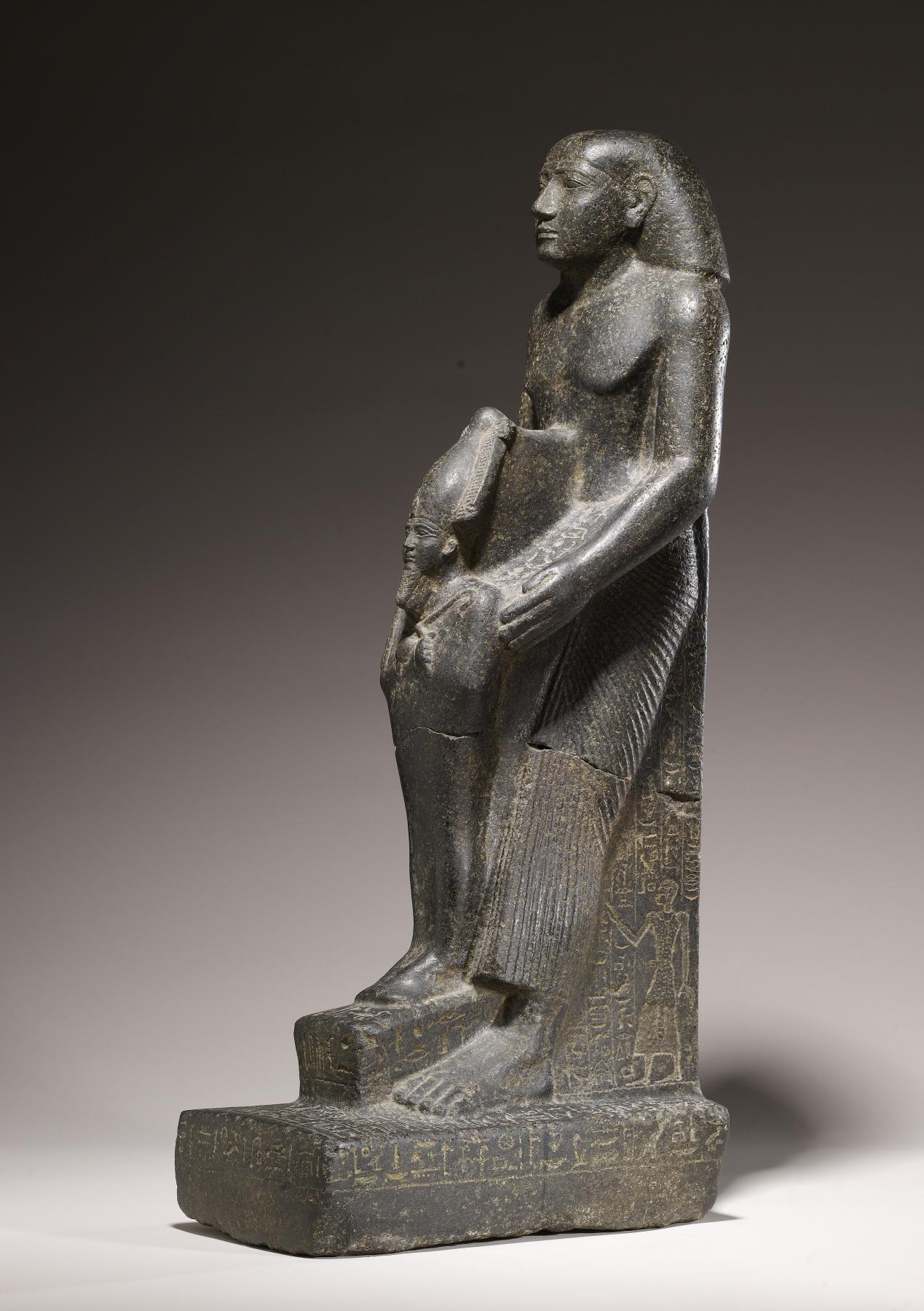
Le prêtre Djedkhonsouiouefankh derrière une statuette d'Osiris, vers -665/-650

Le Livre III est entièrement consacré à la manière d'élaborer la figurine sacrée d’Osiris-Sokar à partir d'une pâte composée de sable, de dattes, d'aromates et de minéraux précieux. La pâte est travaillée à partir du douze, déposée dans un moule entre le seize et le dix-neuf Khoiak, séchée au soleil jusqu'au vingt-quatre puis inhumée au sein du temple à partir du trente et ce, pour une durée d'un an avant son enterrement définitif dans une nécropole spéciale. Son titre est Connaître le mystère du Grand Œuvre fait avec le moule de Sokar, en travail que l'on ignore, dans le Lieu caché et les nomes où le travail a lieu.
Le Livre IV est un petit texte qui porte le titre de Liste des dieux parèdres de la Maison de Chentayt sans omission, chacun désigné par son nom. Il s'agit d'une liste, à présent lacunaire, de divinités censées participer aux rituels, les prêtres n'étant que leurs substituts. Parmi elles figure la déesse Chentayt, dont le nom signifie « l'éplorée, la veuve », ce qui indique qu'il s'agit d'une des formes de la déesse Isis, épouse malheureuse d'Osiris. Parmi les autres dieux figurent les quatre enfants d'Horus, Thot, Horus et Khnoum.
Le Livre V est le plus long des sept traités et se trouve divisé en quarante-huit paragraphes. Il porte le titre de Connaître toutes les choses de la Maison de Chentayt. Son contenu reprend les détails de ceux des trois premiers livres en parlant de l'élaboration des trois figurines sacrées. Certaines informations nouvelles portent sur les quatorze amulettes insérées entre les linceuls des figurines ou sur la description des coffres et linges devant servir à leur inhumation. Il est aussi fait mention d'un champ sacré où pousse l'orge et le lin utilisés lors des cérémoniels et d'une procession de trente-quatre petites barques sur le lac sacré du temple la nuit du 22 du mois.
Le Livre VI est le traité le plus clair et méthodique de l'ensemble du corpus. Il porte le titre de Connaître le secret du Lieu caché pour faire le travail de la fête Dena avec ce qu'on ignore, et qui s'accomplit dans la maison de Chentayt (suit une liste de seize villes saintes). Ce texte décrit toutes les opérations et préparations de la matière servant à confectionner les trois figurines divines depuis le douze et jusqu'à leur enterrement du trente du mois de Khoiak. Il est divisé en deux parties, la première est consacrée aux figurines du Khentymentiou et du Lambeau divin tandis que la seconde se concentre sur celle de Sokar.
Le Livre VII est intitulé Connaître le mystère que l'on ne voit pas, dont on n'entend pas parler et que le père transmet à son fils. Le texte est confus, en désordre et très obscur du fait de son incohérence. Une partie fragmentaire du livre précédent y figure à propos des trois figurines sacrées. Quelques points de détails seulement évoqués auparavant sont toutefois ici un peu mieux explicités.